# 奥望自然公园
奥望自然公园（葡萄牙语：Parque Natural do Alvão）是葡萄牙一个保护区，也是葡萄牙最小的自然公園，成立于1983年，該保護區位于葡萄牙北部大區蒙丁迪巴什圖和雷阿爾城。